# Jean Lhermitte
Pour les articles homonymes, voir Lhermitte.
Jean Jacques Lhermitte, né le 20 janvier 1877 à Mont-Saint-Père (Aisne) et mort le 24 janvier 1959 à Paris, est un neurologue et psychiatre français. Il a donné son nom à un terme médical appelé  « Signe de Lhermitte ».

## Biographie
Il est le fils du peintre Léon Lhermitte, le père de François Lhermitte et le grand-père de l'acteur Thierry Lhermite.
Au cours de ses études à la Faculté de médecine de Paris, il a pour enseignants Gustave Roussy, Fulgence Raymond et Pierre Marie. Il est externe puis Interne des Hôpitaux de Paris.
Il est chef de clinique et de laboratoire à l'Hospice de la Salpêtrière dans la clinique des Maladies du Système Nerveux, puis chef de laboratoire du professeur Pierre Marie jusqu'en 1914.
Il est médecin chef du Centre neurologique de la VIIIe Région (Bourges) sous la direction d'Henri Claude de 1915 à 1919, puis du Service à l’hôpital Paul-Brousse (Villejuif).
Il devient professeur agrégé de Psychiatrie en 1923, il fait sa leçon inaugurale liant la physiologie et la psychiatrie la même année, puis professeur honoraire à la Faculté de médecine de Paris en 1948.
Il entre comme membre à l'Académie de médecine en 1942. Il fut promu commandeur de la Légion d'honneur en 1955. Il meurt le 24 janvier 1959 en son domicile dans le 8e arrondissement de Paris
Il a été, entre autres, directeur de la revue L'Encéphale, membre du comité de direction de la Revue neurologique, de Confinia Neurologica et de la Monatsschrift für Neurologie und Psychiatrie, ainsi que président de la Société de neurologie de Paris, de la Société médico-psychologique et de l'École des parents et des éducateurs.

## Distinctions
- Commandeur de la Légion d'honneur (1955).

## Éponymie
- Hallucinose de Lhermitte: hallucinose pédonculaire[2]
- Signe de Lhermitte
- Syndrome de Lhermitte
- Syndrome de Lhermitte-Cornil-Quesnel
- Syndrome de Lhermitte-Duclos
- Syndrome de Lhermitte-Lévy
- Syndrome de Lhermitte-McAlpine
- Syndrome de Lhermittes-Trelles

## Œuvres et publications
- Étude sur les paraplégies des vieillards. Paris, Maretheux, 1907.
- Les techniques anatomopathologiques du système nerveux, anatomie macroscopique et histologique (en collaboration avec Gustave Roussy, préface de Pierre Marie. Paris : Masson, 1913.
- Les psychonévroses de guerre (en collaboration avec Gustave Roussy). Paris, Masson, 1917.
- Les blessures de la moelle épinière. Paris, Masson, 1918.
- La section totale de la moëlle dorsale. Paris, Maloine, 1919.
- Les fondements biologiques de la psychologie. Paris, Gauthier Villars, 1925.
- Le sommeil. Paris, Colin, 1925.
- L'image de notre corps. Nouvelle Revue Critique, 1929.  (ISBN 2-7384-6491-2), avril 1998 L'Harmattan.
- Les mécanismes du cerveau. Paris, Gallimard, coll. « L'avenir de la science », 1937.
- Les Rêves. Paris, Presses universitaires de France, 1941.
- Qu'est-ce que la douleur ? : réponse du médecin, par le Prof. Jean Lhermitte, réponse du théologien, par le R. P. Morineau. Paris, Desclée, de Brouwer et Cie, 1941.
- Psychopathologie de la vision (en collaboration avec  Julian de Ajuriaguerra). Paris, Masson, 1943.
- Henri Claude. Portrait. Extrait de la Presse médicale. N ̊ 28, 15 juin 1946. 8 pages.
- Réflexions sur la psychanalyse. (avec Vérine, Juliette Boutonnier, Maurice Nédoncelle). Paris, Bloud et Gay, 1949.
- Incarnation de l'esprit. Le cerveau et la pensée. Paris, Bloud et Gay, 1951.
- Les hallucinations, clinique et pathologie. Paris, Doin, 1952.  (ISBN 2-7475-6025-2), février 2004 L'Harmattan.
- Mystiques et faux mystiques. Paris, Bloud et Gay, 1952.
- Le problème des miracles. Gallimard, 1956.
- Vrais et faux possédés. A. Fayard, 1956.

## Préface d'ouvrage

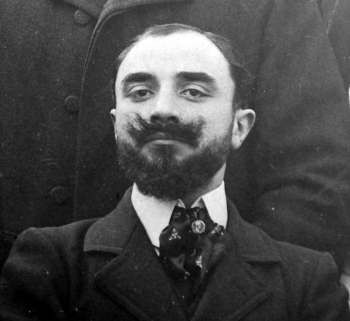
Jean Lhermitte en 1901

- Orgler, Hertha. Alfred Adler et son œuvre, libération du complexe d'infériorité, traduit de l'anglais par Madeleine Dreyfus. Paris, Delamain et Boutelleau, 1955.
- Friant, Madeleine. Anatomie comparée du cerveau. Paris, Éditions Prisma, 1947.
- Gadala, Marie-Thérèse. Clarté du soir. Abbeville, impr. de F. Paillart, 1953.
- Ferdière, Gaston. Conduite du traitement de l'état de mal épileptique Paris, G. Doin, 1942.
- Hecaen, Henri. Le Cortex cérébral, étude neuro-psycho-pathologique,  (en collaboration avec Julian de Ajuriaguerra. Paris, Masson, 1949.
- Ajuriaguerra, Julian de. La Douleur dans les affections du système nerveux central. Paris, G. Doin, 1937.
- Pinoteau, Roger. Les Expressions morbides des émotions dans la neurologie et dans l'art. Paris, G. Doin, 1937.
- Siewerth, Gustav. L'Homme et son corps, traduit de l'allemand par R. Givord. Paris, Plon, 1957.
- Bessière, René. L'Hypno-analyse dans les états schizophréniques et l'automatisme mental (en collaboration avec Joseph Fusswerk. Paris, Masson, 1950.
- Tchehrazi, Ebrahime. Image de soi. Paris : Le François, 1936.
- Boissarie de l'Épine, Françoise. Lourdes, médecine et guérisons. Paris, les Éditions inter-nationales, 1952.
- Pierson, Carl-Antoine (Dr). Maîtrise de ses nerfs. Lille, Éditions Labiola, 1947.
- Verdun, Maurice (S.J., Le P. Dr). Le Péril mental. Lyon-Paris, E. Vitte, 1953.
- Masquin, Pierre. Précis d'anatomo-physiologie normale et pathologique du système nerveux central (en collaboration avec J. O. Trelles). Paris, G. Doin, 1941
- Coulonjou, Roger (Dr). Psychiatrie pratique. Paris, G. Doin et Cie, 1956.
- Percheron, Maurice (Dr). La Psychologie de l'enfant. (en collaboration avec Madeleine Le Roux). Paris, Payot, 1951.
- Burgi, Sandro. Les Régulations neuro-végétatives. Paris, G. Doin, 1953.
- Schaller, Jean-Pierre (Abbé). Secours de la grâce et secours de la médecine. Paris, Desclée de Brouwer, 1955.
- Goemare, Pierre. Thérèse Neumann, visionnaire ? stigmatisée ? Paris, Maloine, 1957.
- Lowenstein, Otto (professeur). Les Troubles du réflexe pupillaire à la lumière dans les affections syphilitiques du système nerveux central, traduit par le Dr Jeanne Heimbrod. Paris, G. Doin, 1939.

## Sources biographiques
- Porter Fernand. Lhermitte, Dr Jean in Guides en éducation. Anthologie bio-bibliographique. France/Belgique/Suisse. Les éditions franciscaines. Montréal, 1954, 136-137.
- Delay Jean. Jean Lhermitte (1877-1959). Presse Med. 12 mars 1960, 68, 505-507.
- Riese W. Jean Lhermitte (1877-1959). International Record of Medicine, 173, 1960, 130-131.
- Trelles J. Jean Lhermitte (1877-1959). Revue Neurologique. 133: 667-671, 1977.
- Drouin E, Péréon Y. Physiology and psychiatry : Lhermitte's inaugural lecture in 1923. Rev. Neurol. (Paris). 2015 Apr;171(4):329-32.